# 천주교 타이중 교구
천주교 타이중 교구(중국어: 天主教台中教區, 라틴어: Dioecesis Taichungensis)는 타이완의 로마 가톨릭교회 교구이다.
원래 1950년 타이중 지목구로 설정되었다가 1962년 교구로 승격되었다. 현재 천주교 타이베이 대교구 관하 교구이다.

## 역대 교구장
1. 윌리엄 프랜시스 쿠퍼 (1951년 1월 26일 - 1986년 6월 25일)
2. 왕유중(요셉) (1986년 6월 25일 - 2007년 6월 25일)
3. 수야오원(마르티노) (2007년 6월 25일 - )

## 같이 보기
- 대만의 로마 가톨릭교회